# Into the Light
Into the Light е сборен албум, издаден от лейбъла Nuclear Blast, за да отбележи 20-ата му годишнина. Написан и продуциран от Виктор Смолски (Rage), албумът включва звезден състав от вокалисти. Първият диск е изцяло с оригинална музика, а вторият представлява компилация от редки и нови песни на някои от групите на Nuclear Blast.

### CD I
1. Dirty Wings (с участието на Tobias Sammet – Edguy) – 4:52
2. Terrified (с участието на Peter ''Peavy'' Wagner – Rage) – 4:01
3. Ruling the World (с участието на Tony Kakko – Sonata Arctica) – 2:54
4. Death is Alive (с участието на Mats Leven – Therion, Krux, At Vance) – 6:20
5. Bloodsucker (с участието на Marcel Schirmer – Destruction) – 3:20
6. Slaves to the Desert (с участието на Hansi Kursch – Blind Guardian) – 6:48
7. A Perfect Day (с участието на Andi Deris – Helloween) – 3:59
8. Eternally (с участието на Oddleif Stensland – Communic) – 5:37
9. Inner Sanctuary (с участието на Marco Hietala – Nightwish, Tarot) – 4:28
10. In the Picture (с участието на Tarja Turunen – ex. Nightwish) – 7:27

### CD II
1. Хамърфол – Hearts on Fire
2. Helloween – The Madness of the Crowds
3. Gotthard – El Traidor
4. After Forever – Sweet Enclosure
5. Ride The Sky – New Protection – 3:23
6. Thunderstone – Forevermore
7. Threshold – Slipstream
8. Amorphis – The Smoke
9. Candlemass – Devil Seed
10. Sirenia – The Other Side